# Apple II

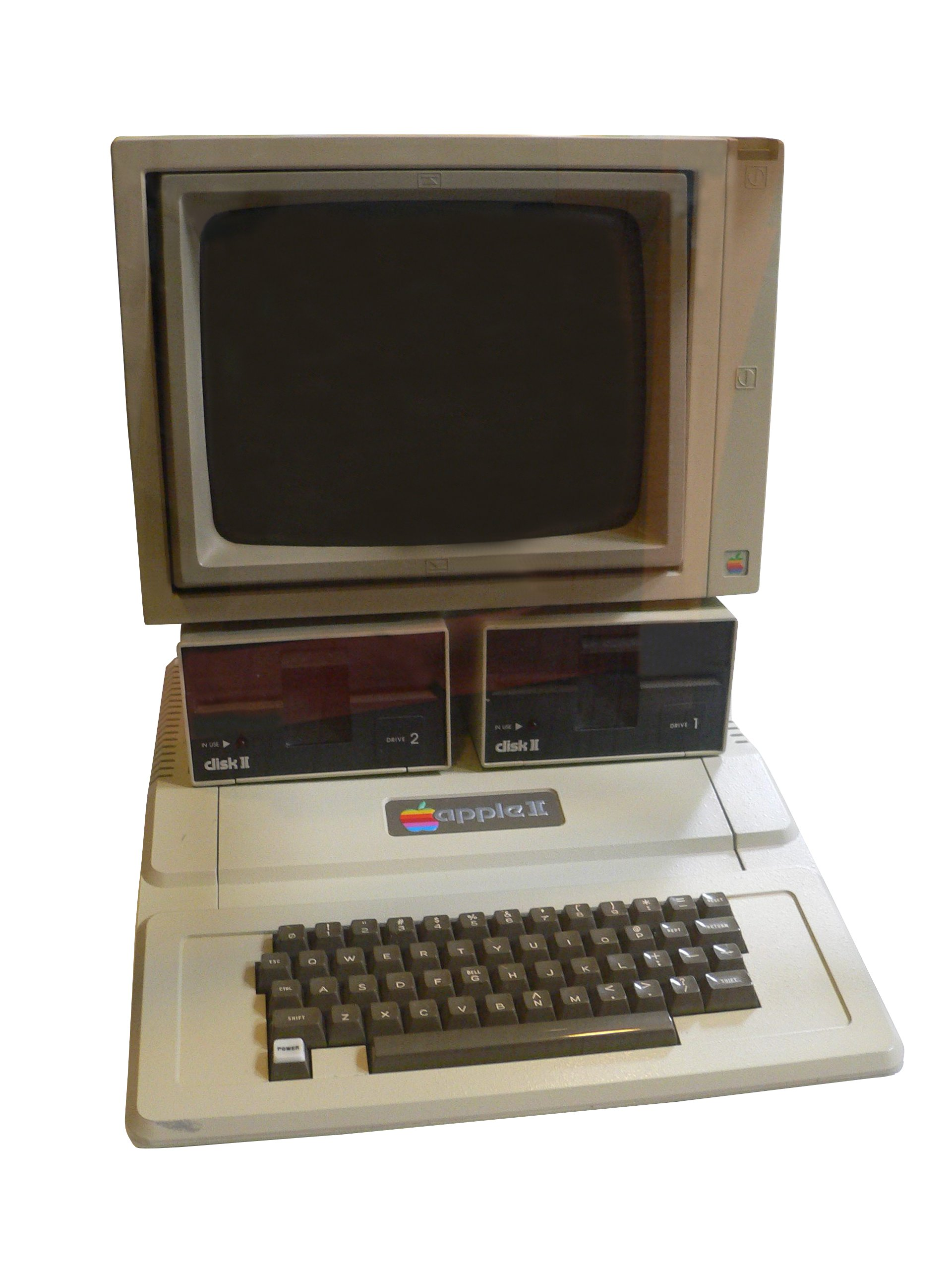
Zestaw komputerowy Apple II

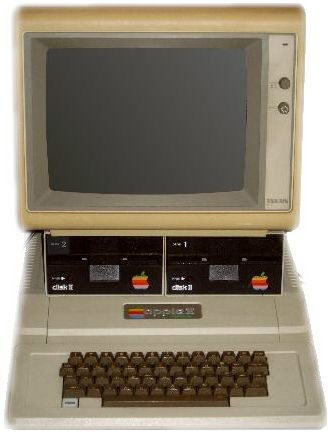
Zestaw komputerowy Apple II

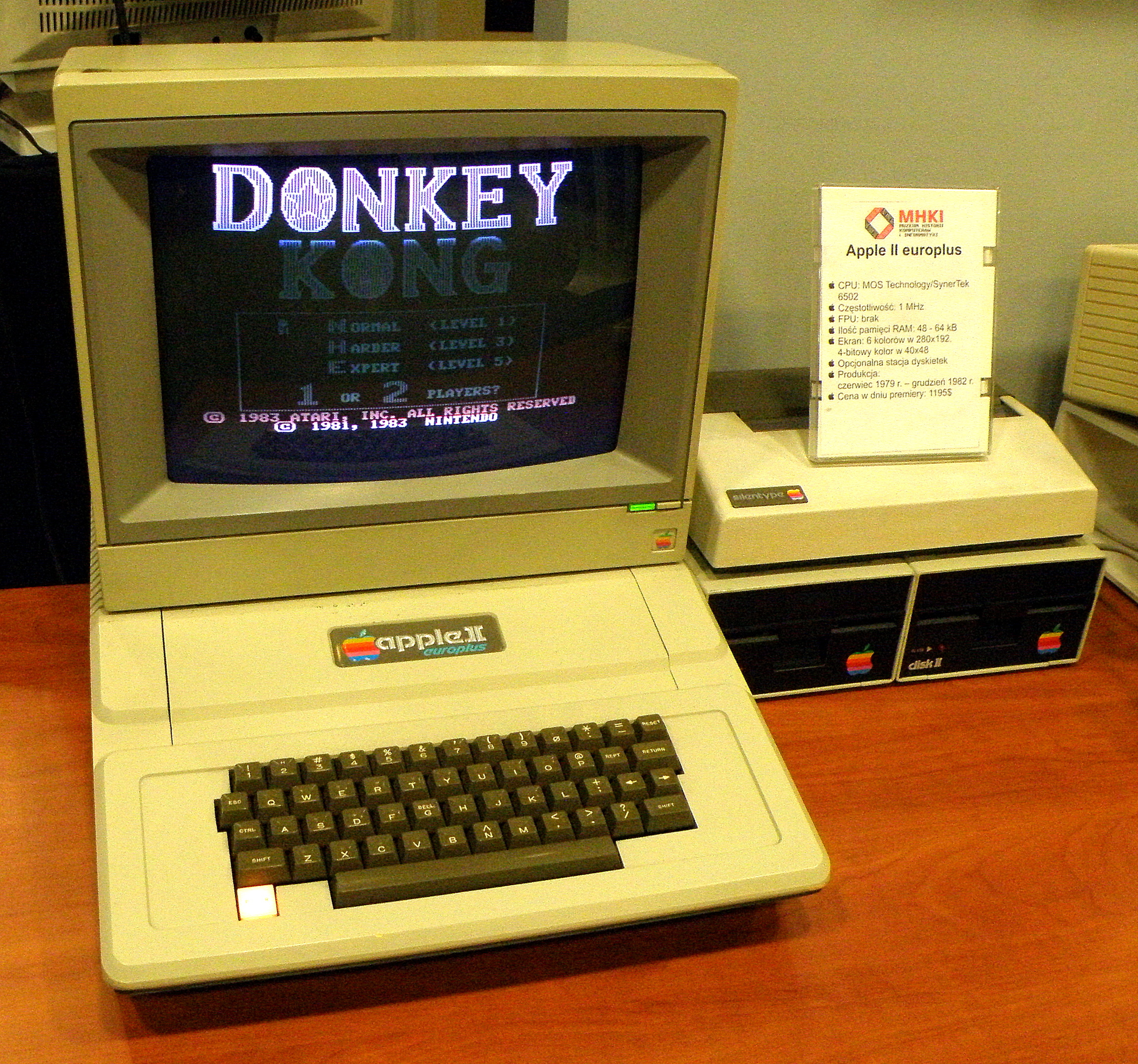
Zestaw komputerowy Apple II europlus na ekspozycji w Muzeum Historii Komputerów i Informatyki w Katowicach (z drukarką i dwoma napędami dyskietek 5¼ cala)

Apple II – 8-bitowy komputer domowy opracowany w latach 70. XX wieku przez firmę Apple Computer (konstruktorem był Steve Wozniak). Maszyna zawierała procesor MOS 6502 firmy MOS Technology oraz 4 KB pamięci.

## Historia
„Apple II” sprzedawany był od 1977 roku. Jako pierwszy komputer na świecie mógł wyświetlić kolorową grafikę. Komputer był popularny w latach 80. XX wieku, równolegle z zyskującymi rynek komputerami osobistymi typu IBM PC pracującymi pod kontrolą MS-DOS oraz 8-bitowymi komputerami firm Commodore i Atari. Z uwagi na otwartą architekturę (możliwość rozszerzenia funkcjonalności poprzez instalację kart wewnątrz komputera, identycznie jak w IBM PC), Apple II stał się popularny również jako komputer do pracy.
Produkowano następujące odmiany komputera Apple II, niejednokrotnie były to całkowicie odmienne konstrukcje:
- Apple II – pierwszy model z 1977 roku, Integer BASIC, w trybie tekstowym wyświetlał tylko wielkie litery
- Apple II Plus – 1979 r., 48 KB RAM, poszerzone możliwości graficzne, nowy firmware (Applesoft BASIC)
- Apple II J-Plus – 1979 r., wersja na rynek japoński ze zmienionym układem klawiatury pozwalającym na pisanie katakaną
- Apple II Europlus - 1979 r., wersja na rynek europejski, wyjście wideo zmienione na monochromatyczny PAL
- Apple IIe – 1983 r., 64 KB RAM, rozszerzona klawiatura, małe litery na ekranie, 80 kolumn tekstu
- Apple IIc – 1984 r., model zintegrowany, nierozszerzalny (stacja dyskietek i funkcjonalność najpopularniejszych kart rozszerzeń w jednej obudowie)
- Apple IIc Plus – 1988 r., szybszy procesor, stacja dyskietek 3,5 cala
- Apple IIGS
- Apple IIGS WOZ Limited Edition z podpisem Steve’a Wozniaka.

## Dane techniczne (model Apple II, 1977 r.)
- procesor MOS 6502
- 4kB RAM, maksymalnie 48kB
- rozdzielczość ekranu 280 × 192, Ekran pozwalał wyświetlić 24 wiersze w 40 kolumnach tekstu
- System operacyjny WOZ Integer BASIC w ROM-ie

## Urządzenia zewnętrzne
- rozszerzenie pamięci
- kontrolery do stacji dyskietek 5,25 cala
- karty procesorowe, zwiększające szybkość procesora
- karty wideo

## Klony
Powstało wiele klonów Apple’a II. Przykładowo w ZSRR powstał komputer Agat oparty na rozwiązaniach zastosowanych w Apple II.  podobnie jak bułgarskie modele (analogi Apple II Plus i Apple IIe) z ośmiobitowej serii dystrybuowanej pod marką Prawec. 

## Popularność komputera w momencie produkcji i dzisiaj
Komputer ten był dość popularny - posiadał dużą jak na tamte czasy bazę oprogramowania. Trwałość i popularność konstrukcji powoduje, że do dzisiaj można się połączyć z BBSami opartymi na Apple II.